# Elater
Elater is een geslacht van kevers uit de familie van de kniptorren (Elateridae).
Het geslacht werd in 1758 door Linnaeus vermeld in de tiende editie van Systema naturae.

## Soorten
Het geslacht omvat de volgende soorten:
- Elater aberrans Kirsch, 1875
- Elater abruptus Say, 1825
- Elater antillarum (Candèze)
- Elater asmodaius Wurst, 1994
- Elater ater (Candèze, 1865)
- Elater bennigseni (Schwarz)
- Elater brancuccii Schimmel, 1997
- Elater businskyi Schimmel, 2003
- Elater cinnamomeus Schimmel, 1999
- Elater concameratus (Schwarz)
- Elater congoensis Cobos, 1970
- Elater decorus (Germar, 1843)
- Elater ferrugineus Linnaeus, 1758
- Elater fulvus (Schwarz)
- Elater gebleri Iablokov-Khnzorian, 1961
- Elater karikalensis Schimmel, 1997
- Elater lecontei (Horn, 1871)
- Elater lineatocollis (Schwarz)
- Elater lucidus Candèze, 1865
- Elater luctuosus (Solsky, 1871)
- Elater magnicollis Fleutiaux, 1918
- Elater malaisei Fleutiaux, 1942
- Elater nigritarsus Schwarz, 1901
- Elater nigriventris (LeConte, 1884)
- Elater niponensis (Lewis, 1894)
- Elater palawanensis Ôhira, 1974
- Elater parallelus (Candèze, 1893)
- Elater penicillatus (Gerstaecker)
- Elater phongsalyensis Schimmel & Tarnawski, 2007
- Elater pinguis (Horn, 1884)
- Elater proximus (Cobos, 1970)
- Elater rubiginosus (Candèze, 1889)
- Elater ruficornis (Philippi, 1881)
- Elater splendens Gurjeva, 1974
- Elater subnitidus Fleutiaux, 1918
- Elater suturalis (Candèze, 1889)
- Elater tartareus LeConte, 1859
- Elater tauricus (Schwarz, 1897)
- Elater tenebrosus Schwarz, 1899
- Elater thoracicus Fleutiaux, 1918
- Elater uhligi Schimmel, 1997
- Elater werneri Schimmel, 1997